# Gautosjön
Gautosjön är en sjö i Arjeplogs kommun i Lappland och ingår i Umeälvens huvudavrinningsområde. Sjön är 31 meter djup, har en yta på 3,45 kvadratkilometer och är belägen 451,1 meter över havet. Gautosjön ligger i Märkberget Natura 2000-område. Sjön avvattnas av vattendraget Laisälven.

## Delavrinningsområde
Gautosjön ingår i det delavrinningsområde (734971-154472) som SMHI kallar för Utloppet av Gautosjön. Medelhöjden är 485 meter över havet och ytan är 12,34 kvadratkilometer. Räknas de 63 avrinningsområdena uppströms in blir den ackumulerade arean 1 421,08 kvadratkilometer. Laisälven som avvattnar avrinningsområdet har biflödesordning 3, vilket innebär att vattnet flödar genom totalt 3 vattendrag innan det når havet efter 432 kilometer. Avrinningsområdet består mestadels av skog (72 procent). Avrinningsområdet har 3,45 kvadratkilometer vattenytor vilket ger det en sjöprocent på 28 procent.